# Wladimir Sergejewitsch Below
Wladimir Sergejewitsch Below (russisch Владимир Сергеевич Белов, * 6. August 1984 in Kirschatsch) ist ein russischer Schachmeister und Schachtrainer.
Below lernte das Schachspiel mit sechs Jahren, als er elf war, wurde sein Trainer Großmeister Sergei Schipow. Below beendete im Jahr 2006 das Studium des Fachs Schachspiel an der Russischen Staatlichen Universität für Körperkultur, Sport und Tourismus in Moskau und arbeitet mit einigen der besten Schachspielerinnen Russlands, aber auch mit Nasi Paikidse aus Georgien. Er war offizieller Kommentator bei der Schachweltmeisterschaft 2006.
Below siegte oder belegte vordere Plätze in vielen Turnieren: 1. Platz bei der russischen U-12 Meisterschaft in Wolgograd (1996), 2. Platz beim Kasparow-Pokal in Moskau (2000), 3. Platz bei der russischen U-18 Meisterschaft in Dagomys (2002), 1. Platz beim Open in Kavala (2004), 1. Platz beim Masters Open in Hastings (2004/2005), 1. Platz beim 20. Nordsee Pokal in Esbjerg (2005), 1. Platz bei der Meisterschaft von Moskau (2007), 1. Platz beim MTO Open in Biel 2008, 1. Platz beim Open in Swenigorod (2008) und 1. Platz beim 16. Tschigorin-Memorial in St. Petersburg (2008).
In der russischen Mannschaftsmeisterschaft spielte Below von 2004 bis 2006 für Termosteps Samara, 2007 für Elara Tscheboksary, 2009 für Eurasia Logistics Moskau und 2010 für die Mannschaft Ural Swerdlowsk Region, mit der er im selben Jahr auch am European Club Cup teilnahm. In der chinesischen Mannschaftsmeisterschaft spielte er 2009 für Zhejiang Meiyuan Hotel und 2013 für Qinhuangdao Evening News.
Belows Elo-Zahl beträgt 2614 (Stand: Januar 2016), im November 2010 erreichte er seine höchste Elo-Zahl von 2641.